# Linia M6 a metroului din București
Magistrala 6 de metrou este o magistrală a metroului bucureștean care va lega Gara de Nord de Aeroportul Henri Coandă. Potrivit proiectului actual, magistrala va avea 14,2 km, 12 stații noi și 4 comune cu M4 și un depou.:p. 42 Stațiile sunt următoarele: Gara de Nord, Basarab, Grivița, 1 Mai, Pajura, Expoziției, Piața Montreal, Gara Băneasa, Aeroportul Băneasa, Tokyo, Washington, Paris, Bruxelles, Otopeni, Ion I.C. Brătianu și Aeroportul Otopeni. Culoarea reprezentativă pe hartă este lila.
Noua linie urmează să fie străbătută de 12 de trenuri cu câte șase vagoane și va avea o capacitate de transport de 50.000 de călători pe oră pe un singur sens.
Finanțarea sa a fost asigurată în 2009 și 2010 prin acorduri de împrumut cu Banca Japoniei și cu Agenția Internațională de Cooperare a Japoniei, costurile fiind de aproximativ un miliard de euro, urmând ca 300 milioane de euro să vină de la Banca Japoneză pentru Cooperare Internațională (JBIC). De asemenea, magistrala a fost inclusă în Master Planul de transport, putând beneficia de finanțare nerambursabilă din partea Uniunii Europene în exercițiul financiar 2014-2020.
În februarie 2016, ministrul transporturilor din acea perioadă a declarat că se ia în considerare coexistența liniei de metrou cu o linie de cale ferată pentru a asigura o legătură între aeroport și Gara de Nord până la începerea Campionatului European din 2020, decizia fiind confirmată în toamna aceluiași an. În septembrie 2016 a fost aprobat Planul Urbanistic Zonal care determină traseul pe teritoriul Municipiului București, fiind avansat ca dată de finalizare anul 2022, iar în decembrie au fost aprobați indicatorii tehnico-economici ai proiectului.
În decursul anului 2017 proiectul a avansat prin adoptarea pe 20 iulie a hotărârii de guvern cu privire la exproprierile aferente și prin emiterea acordului de mediu în 30 octombrie. De asemenea, pe 24 decembrie a fost trimisă cererea de finanțare către Comisia Europeană.
După ce în 2018 experții Comisiei au cerut mai multe explicații de la partea română, la începutul anului 2019 Comisia Europeană a anunțat că doar jumătate din această linie (șase stații, între 1 Mai și stația Tokio, situată în zona Centrului Comercial Băneasa) va primi finanțare europeană. Printre aspectele care au făcut ca numai o parte din proiect să fie finanțat se numără estimarea de cost mai redusă decât în cazul altor proiecte similare, lipsa de coordonare cu planurile de dezvoltare ale aeroportului dar și studiul de trafic care nu a fost considerat de încredere.
Proiectul a continuat în 2019 prin lansarea procedurii de atribuire a contractului de proiectare și execuție a primului lot, finanțat din fonduri europene și prin modificarea contractului de împrumut cu JBIC.:p. 44 Procedura de selecția a fost una cu precalificare. Din cei zece participanți inițiali 6 s-au calificat în a doua fază, iar patru au ales să facă oferte.
În martie 2022 a fost semnat contractul de proiectare și execuție pentru tronsonul 1 Mai - Tokyo, în prezent acel tronson fiind în execuție și urmând să se termine în anul 2027.
La data de 15 decembrie 2023 s-a dat startul lucrărilor de construcție a magistralei 6 prin eliberarea autorizației de construcție de către Ministerul Transporturilor în data de 13 decembrie 2023. Acest lucru presupune organizarea de șantier la Complexul Comercial Băneasa, unde va fi amplasată stația Tokyo și de unde în câteva luni vor începe forajul cele două TMB-uri concomitent a celor două tuneluri spre stația 1 Mai.